# Rodungsmesser

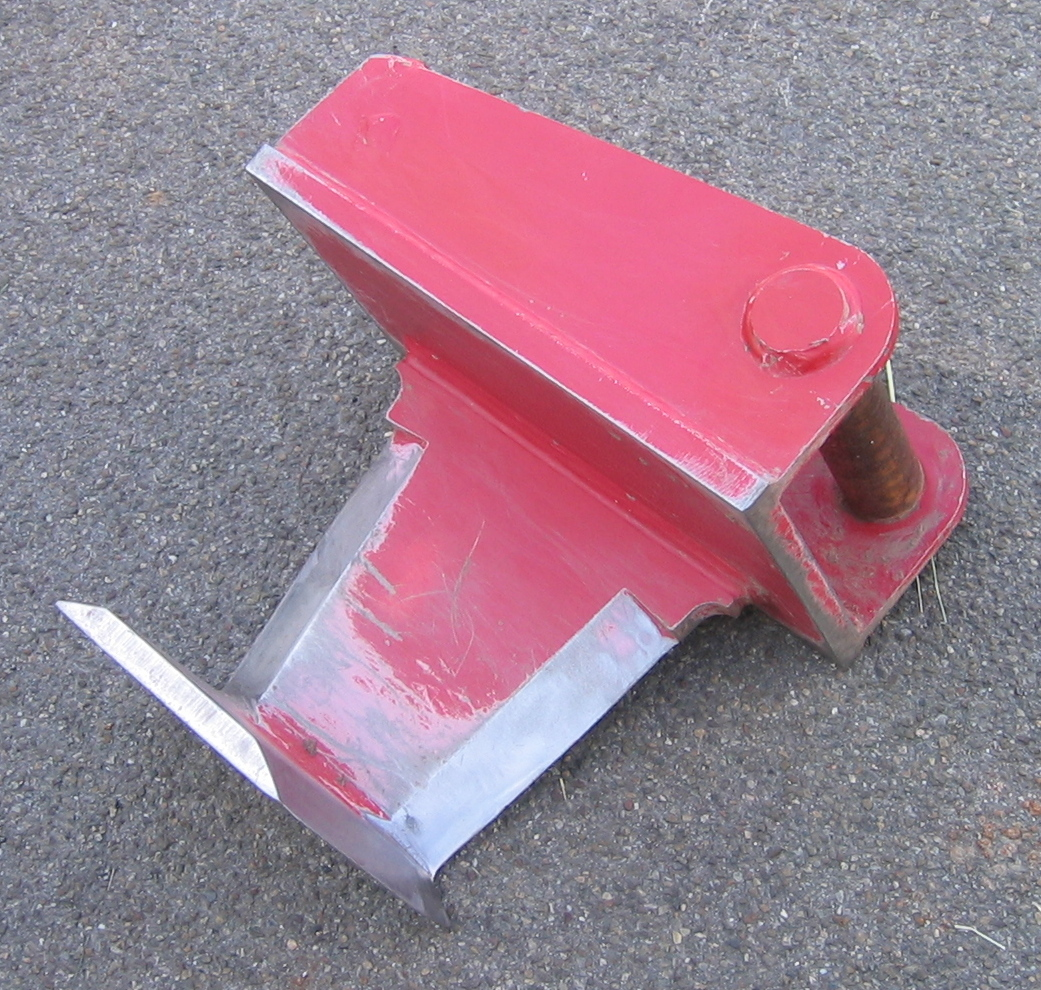
Rodungsmesser mit Schnellwechsler

Ein Rodungsmesser ist ein passives Anbaugerät für Bagger. Es wird bei der Wurzelstockrodung zur vollständigen Entfernung von Baumstubben benutzt, indem der Wurzelstock abgetragen wird.
Es kann an schwierigen Rodungsstellen, umgeben von Steinen und Bauwerken, sowie an relativ kleinen Baggern benutzt werden, die dickeres Holz nicht mit einem Zweischalengreifer abtrennen können. Tieflöffel sind stumpf und können Wurzeln ab einer gewissen Dicke nicht durchtrennen oder abreisen.

## Geschichte
Das Rodungsmesser ist ein Patent des Baumpflegers Hartmut Neidlein aus dem Jahr 2008. Es steht im Wettbewerb zu Stubbenfräsen und Rodungsbohrern. Nach eigenen Aussagen entwickelte er das Rodungsmesser, um einzelne Bäume, selbst Tiefwurzler nach DIN 18320, auch in bebautem Umfeld, vollständig zu roden, um holzzersetzenden Baumpilzen und Fäulnis keinen Nährboden zu geben, die eine Neupflanzung schädigen könnten. Dabei wird die Funktionalität des Baggers wie die Arbeitstiefe und der bei kleineren Baggern vorhandene Schwenkblock genutzt. Nach der 2015 überarbeiteten ATV DIN 18320 „Landschaftsbauarbeiten“ sind Rodungsarbeiten so definiert, dass der Wurzelstock vollständig und 20 cm der Wurzelanläufe sowie die Starkwurzeln über 10 cm Durchmesser zu entfernen sind.

## Funktionsweise
Beseitigung durch Abtragen und Abschaben des Baumstumpfes/Stubbens. Abspalten des Holzes entlang des natürlichen Faserverlaufs. Entfernung von Grob- und Starkwurzeln. Dabei wird der Arbeitsradius stark erweitert, was den Boden unter Erhalt des Mutterbodens für Neupflanzung lockert.

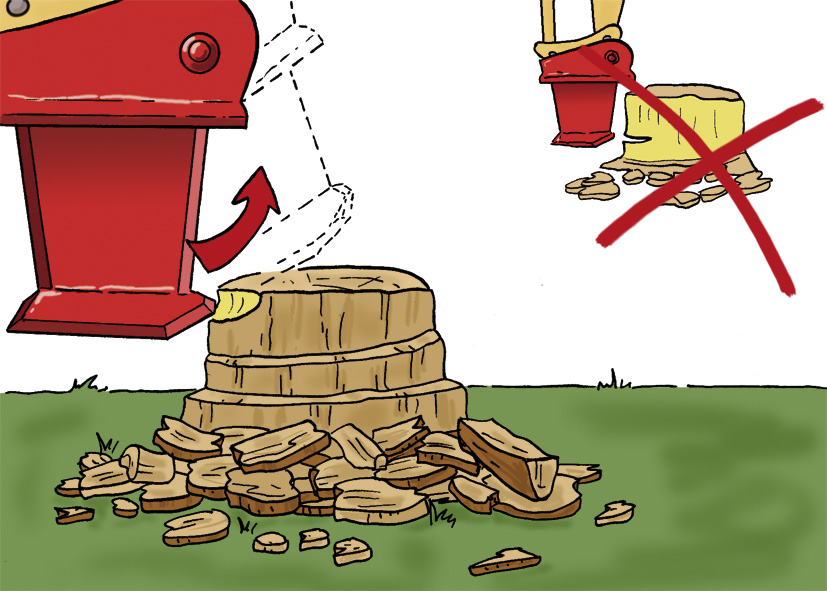
Zerkleinerung eines Baumstumpfs mit einem Rodungsmesser
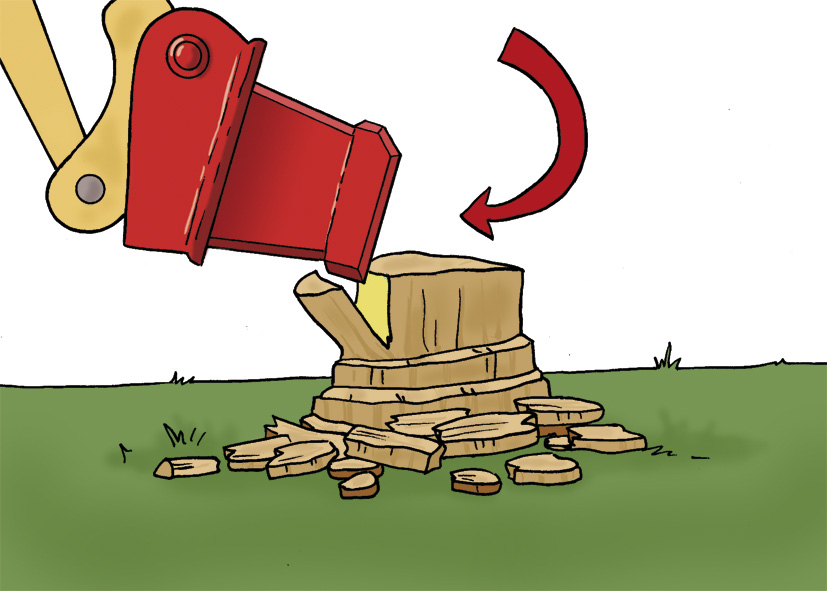
Holz wird entlang des Faserverlaufs gespalten
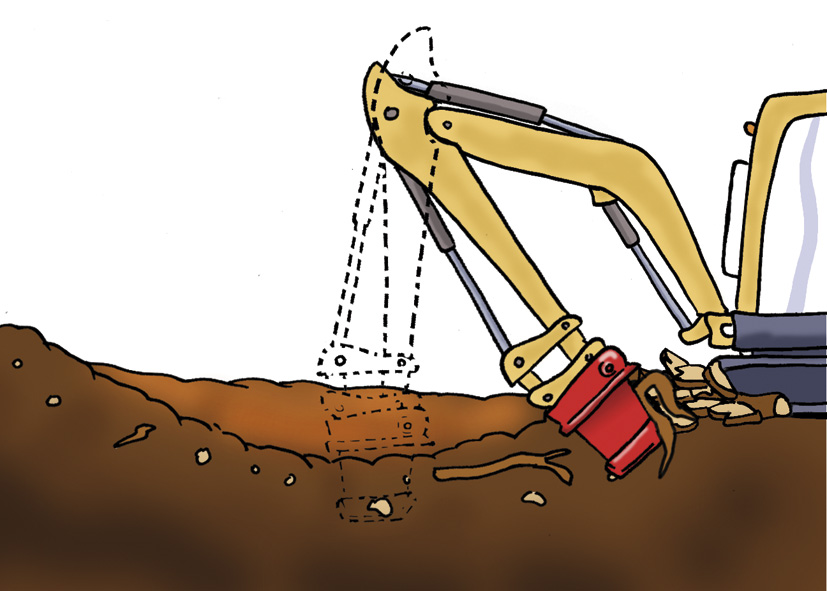
Entfernung der Grob- und Starkwurzeln und Bodenlockerung zur Neupflanzung

## Form und Größe
Aufgrund der Kräfte, die an einem Rodungsmesser wirken, werden hochwertigere Stähle für die Herstellung der Schweißkonstruktion benutzt. Rodungsmesser gibt es in unterschiedlichen Größen für Bagger bis etwa 30 Tonnen.